# Litterscheid (Ruppichteroth)
Litterscheid ist ein Ortsteil der Gemeinde Ruppichteroth im Rhein-Sieg-Kreis in Nordrhein-Westfalen. Bis zum 1. August 1969 war Litterscheid ein Ortsteil der damals eigenständigen Gemeinde Winterscheid.

## Lage

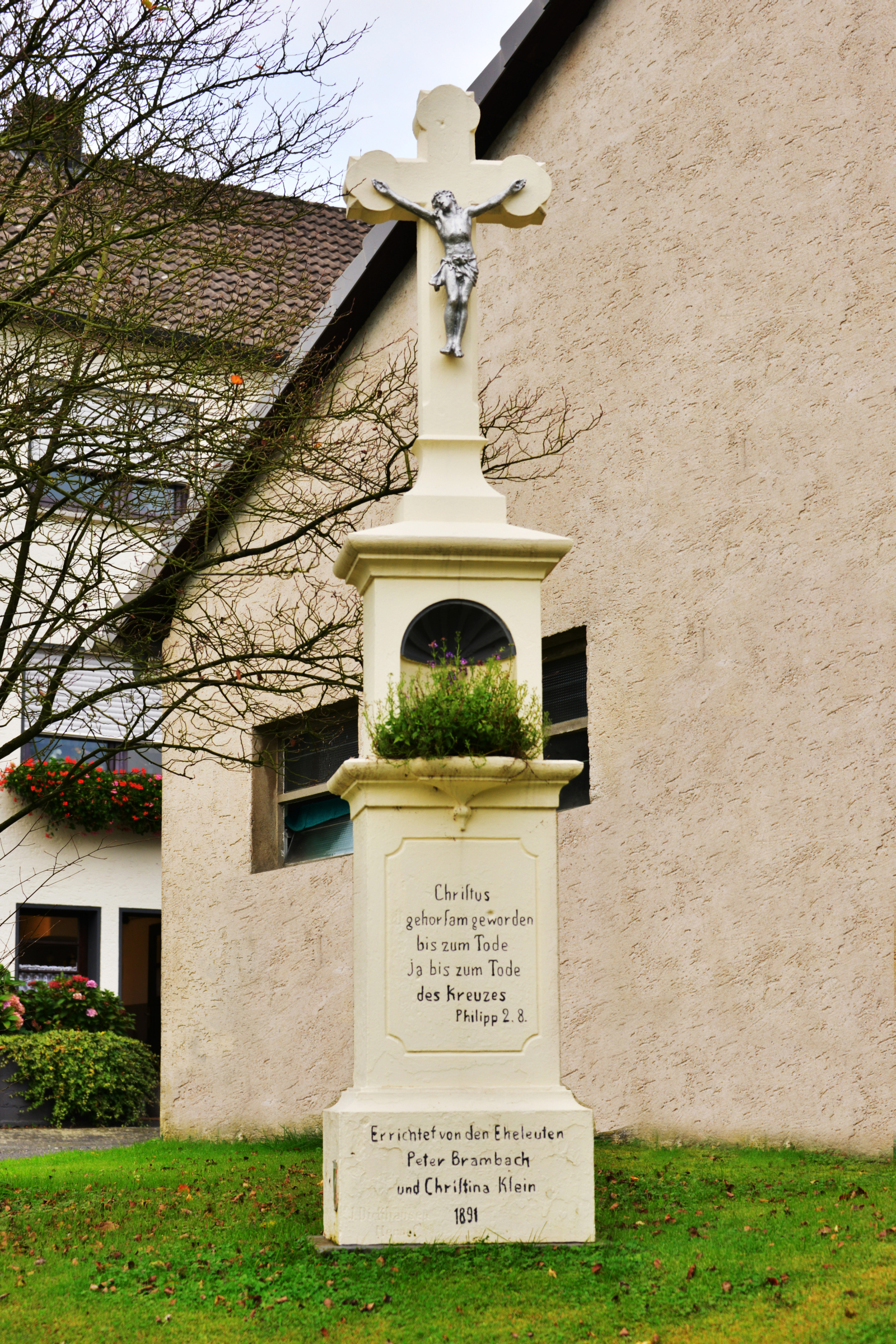
Wegkreuz in Litterscheid

Der Weiler liegt auf der Nutscheid. Nachbarorte sind Fußhollen im Nordosten, Stockum im Südwesten und die Winterscheider Mühle im Norden. 

## Geschichte
1712 lebten hier 15 Familien mit 72 Seelen: Heinrich Walterscheid, Peter Mertens, Bertram Bayert, Wilhelm Halffmann, Wimar Litterscheid, Jacob Scheiderich, Peter Schäzer, Adolph Severing, Witwe Peter Walterscheid, Witwe Peter Grieffroth, Jungfer Maria Catharina Klein und Andreas Litterscheid.
1809 hatte der Ort 70 katholische Einwohner.
1843 wohnten hier 108 katholische Einwohner in 22 Häusern.
1910 gab es hier die Haushalte Ackerin Witwe Wilhelm Becker, Ackerin Witwe Peter Brambach, Ackerer Franz Karl Dehrenbach, Schmied Peter Derenbach, Ackerer Hubert Diederichs, Witwe Jakob Honrath, Johann Klein, Ackerer Philipp Klein, Witwe Karl Hubert Körfer, Fabrikarbeiter Peter Klein, Tagelöhner Jodokus Lomberg, Fabrikarbeiter Wilhelm Manz, und die Ackerer Arnold Patt, Peter Schumacher, Wilhelm Severin, Peter Trost sowie die Ackerin Elise Volberg.